# Niżni Niespodziany Stawek
Niżni Niespodziany Stawek (słow. Nižné Studené pleso) – mały stawek znajdujący się w Dolinie Staroleśnej, w słowackiej części Tatr Wysokich. Pomiary pracowników TANAP-u z lat 60. XX w. wykazują, że ma powierzchnię ok. 0,100 ha i wymiary 50 × 40 m. Leży w kotlinie zwanej Niespodzianym Ogródkiem, u podnóża południowej ściany Strzeleckiej Turni. Jest jednym z grupy Niespodzianych Stawków wchodzących w skład 27 Staroleśnych Stawów, które znajdują się w obrębie Doliny Staroleśnej. Oprócz niego w grupie tej znajdują się Pośredni i Wyżni Niespodziany Stawek (największy z nich). Z Niżniego Niespodzianego Stawku wypływa Niespodziany Potoczek (Studený potôčik), lewy dopływ Staroleśnego Potoku.
Do Niżniego Niespodzianego Stawku nie prowadzą żadne znakowane szlaki turystyczne.